# Trần Trí Hùng

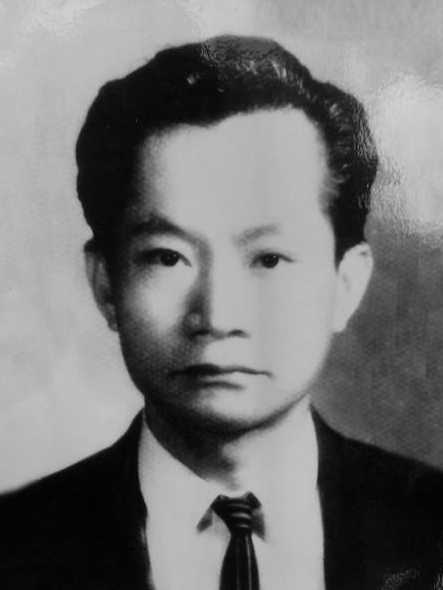
Trần Trí Hùng

Trần Trí Hùng (chữ Hán: 陳智雄; 18 tháng 2 năm 1916 – 28 tháng 5 năm 1963) là một nhà hoạt động độc lập Đài Loan, người sau đó đã bị chính quyền Tưởng Giới Thạch của Trung Quốc Quốc dân Đảng xử tử.